# Брисбен
Бри́сбен (також Брісбен, Брізбен, Брізбан, англ. Brisbane ['brɪzbən]) — місто на сході Австралії. Найбільше місто і столиця штату Квінсленд. Населення 2,46 млн мешканців (2013). Третє за кількістю жителів місто Австралії після Сіднея та Мельбурна. Порт на річці Брисбен доступний для морських суден. Залізничний вузол. Центр гірничопромислового (кам'яне вугілля, золото) та сільськогосподарського району. Підприємства воєнної промисловості, металургійні, автоскладальні, верфі. Значна харчова промисловість, що працює на експорт: м'ясохолодобійні, цукрові заводи. Шкіряно-взуттєві підприємства. Університет Квінсленду.

## Географія

### Клімат
| Клімат Брисбена         | Клімат Брисбена | Клімат Брисбена | Клімат Брисбена | Клімат Брисбена | Клімат Брисбена | Клімат Брисбена | Клімат Брисбена | Клімат Брисбена | Клімат Брисбена | Клімат Брисбена | Клімат Брисбена | Клімат Брисбена | Клімат Брисбена |
| Показник                | Січ.            | Лют.            | Бер.            | Квіт.           | Трав.           | Черв.           | Лип.            | Серп.           | Вер.            | Жовт.           | Лист.           | Груд.           | Рік             |
| Абсолютний максимум, °C | 37,4            | 40,2            | 34,2            | 32,2            | 30,6            | 27,9            | 27,6            | 33,7            | 33,4            | 36,7            | 37,9            | 36,5            | 40,2            |
| Середній максимум, °C   | 29,0            | 28,9            | 27,9            | 26,0            | 23,5            | 21,2            | 20,9            | 21,8            | 24,2            | 25,5            | 26,8            | 28,2            | 25,3            |
| Середній мінімум, °C    | 21,3            | 21,1            | 19,5            | 16,4            | 12,8            | 10,6            | 9,0             | 9,7             | 12,8            | 15,7            | 18,3            | 20,1            | 15,6            |
| Абсолютний мінімум, °C  | 15,8            | 14,6            | 10,6            | 5,6             | 3,0             | 2,5             | −0,1            | 1,9             | 3,7             | 7,2             | 8,3             | 13,4            | −0,1            |
| Норма опадів, мм        | 141.9           | 128.5           | 97.7            | 82.6            | 108.1           | 65.4            | 30.2            | 41.3            | 32.2            | 72.1            | 95.7            | 130.8           | 1020.6          |
| ----------------------- | --------------- | --------------- | --------------- | --------------- | --------------- | --------------- | --------------- | --------------- | --------------- | --------------- | --------------- | --------------- | --------------- |
| Джерело:                |                 |                 |                 |                 |                 |                 |                 |                 |                 |                 |                 |                 |                 |

## Природа
У Брисбені розташовані два ботанічні сади: Міський ботанічний сад і Ботанічний сад Брисбена (Маунт-Кут-Тха). За 20 хвилин їзди автом від центру міста розташований унікальний заповідник коал Лоун Пайн Коала.

## Населення
| Брисбен Кількість населення за роками | Брисбен Кількість населення за роками | Брисбен Кількість населення за роками |
| ------------------------------------- | ------------------------------------- | ------------------------------------- |
| 1825                                  | 47                                    | (колонія каторжан)                    |
| 1831                                  | 1241                                  |                                       |
| 1839                                  | 2212                                  |                                       |
| 1846                                  | 6257                                  | (вільне населення)                    |
| 1851                                  | 8375                                  |                                       |
| 1891                                  | 104 276                               | (золота лихоманка)                    |
| 1925                                  | 260 000                               |                                       |
| 1950                                  | 442 000                               |                                       |
| 1957                                  | 543 000                               |                                       |
| 1960                                  | 603 000                               |                                       |
| 1970                                  | 798 000                               |                                       |
| 1980                                  | 1 067 000                             |                                       |
| 1990                                  | 1 303 000                             |                                       |
| 2000                                  | 1 591 000                             |                                       |
| 2004                                  | 1 810 943                             |                                       |
| 2013                                  | 2 238 394                             |                                       |
| 2018                                  | 2 462 637                             |                                       |

Брисбен за швидкістю росту населення посідає 1-ше місце в Австралії і 2-ге місце у світі. За офіційними даними, у період 1999—2004 років населення міста збільшилося на 11,5 %.

## Історія
Територію сучасного Брисбена споконвіку заселяли аборигени.
У 1823 році дослідницька група на чолі з Джоном Окслі спустилася в пониззя річки Брисбен і дійшла до відмітки, яка нині асоціюється з Брисбенським бізнес-центром.
Квінсленд утворився в 1859, і Брисбен, який назвали на честь генерала Томаса Брисбена, проголосили його столицею.
Прикметно, що в той час Брисбен не вважався містом. Це були двадцять окремих муніципалітетів, і лише в 1925 році він отримав статус міста.
Нині Брисбен — місто з найінтенсивнішими темпами росту в Австралії.

## Музеї
- Художня галерея Квінсленду
- Галерея сучасного мистецтва Квінсленду

## Транспорт
Аеропорт Брисбен (англ. Brisbane Airport) розташований на східній околиці міста, третій за пасажирообігом аеропортом Австралії після аеропортів Сіднея і Мельбурна. В аеропорту функціюють внутрішній і міжнародний термінали, а також вантажний термінал і дві злітно-посадкові смуги.

## Уродженці
- Марґарет Буллок (* 1933) — австралійська науковиця, лікарка-фізіотерапевтка, професорка фізіотерапії Університету Квінсленду
- Джонатан Гайд (* 1948 року) — британський театральний актор та кіноактор австралійського походження
- Кейт Ленгброк (* 1965) — австралійська акторка, сценаристка, телеведуча і журналістка
- Лі Сейлз (* 1973) — австралійська журналістка, телеведуча і письменниця.
- Діанна Локетт (* 1995) — австралійська ковзанярка.

## Цікавий факт
1994 року в передмісті Гендра (англ. Hendra) відбувся спалах невідомої на той час хвороби, яка отримала найменування за назвою цього передмістя.